# ونمیسا، مارجما پاریش
ونمیسا، مارجما پاریش (به لاتین: Vanamõisa, Märjamaa Parish) یک روستا در استونی است که در دهستان ماریاما واقع شده‌است.